# Naturschutzgebiet Hangquellmoor am Langenberg
Das Naturschutzgebiet Hangquellmoor am Langenberg ist ein 1,77 ha großes Naturschutzgebiet (NSG) nordwestlich von Winterberg. Das Gebiet wurde 2008 mit dem Landschaftsplan Winterberg durch den Hochsauerlandkreis als (NSG) ausgewiesen. Das NSG umfasst den dortigen Wald mit Hangquellmoor. Im NSG wachsen hauptsächlich Rotbuchen und Rotfichten.

## Beschreibung
Das NSG umfasst den dortigen Wald mit Hangquellmoor. Im NSG wachsen hauptsächlich Rotbuchen und Rotfichten.

## Schutzzweck
Das NSG soll Wald mit Hangquellmoor mit seinem Arteninventar schützen. Wie bei allen Naturschutzgebieten in Deutschland wurde in der Schutzausweisung darauf hingewiesen, dass das Gebiet „wegen der Seltenheit, besonderen Eigenart und Schönheit des Gebietes“ zum Naturschutzgebiet erklärt wurde.